# Mieszko Mieszkowic
Mieszko Mieszkowic (979/984 – na 992/95) was een Poolse prins uit het Huis der Piasten en tweede zoon van Mieszko I.
Mieszko wordt in de Dagome iudex van rond 991 samen met zijn ouders en broer Lambert Mieszkowic genoemd. Oda en haar zoons (waaronder Mieszko) werden na de dood van Mieszko I door Bolesław I verbannen.
Het is mogelijk dat hij de vader is van de prinsen Dytryk en Siemomysł Pomorski.